# Song and Dance
Song and Dance és un musical que consta de dos actes, un explicat íntegrament mitjançant la "Cançó" i un altre íntegrament a la "Dansa", lligats per una història d'amor unificadora.
L'acte "Song" és Tell Me on a Sunday, amb lletra de Don Black i música d'Andrew Lloyd Webber, sobre les desventures romàntiques d'una jove britànica a Nova York i Hollywood . L'acte "Dance" és un ballet coreografiat amb Variations , compost per Andrew Lloyd Webber per al seu germà, el violoncel·lista Julian, que es basa en el caprici en la menor número 24 de Paganini.

## Fons
La part Song va ser escrita específicament per a Marti Webb, i es va presentar al Festival de Sydmonton l'estiu de 1979. Posteriorment va ser gravada i emesa com un especial de televisió d'una hora per la BBC el gener següent. La part Dance es va gravar el 1978, i gairebé es va incorporar a Cats. La seqüència d'obertura es va utilitzar com a tema musical per al programa South Bank Show de London Weekend Television.
El productor Cameron Mackintosh va proposar que les dues peces es combinessin sota el títol general Song and Dance per reconèixer l'aspecte principal de cada acte, presentant la peça com "un concert per al teatre".
Black va alterar algunes de les cançons de l'àlbum original i va treballar amb Lloyd Webber en material nou: "The Last Man in My Life", "I Love New York" i "Married Man", aquesta última amb la mateixa melodia que "Sheldon Bloom". Es va produir una nova orquestració de les Variations per a una orquestra de teatre de setze components a partir de la versió simfònica original interpretada per l'Orquestra Filharmònica de Londres, però Harry Rabinowitz va conservar la batuta de la producció escènica. "When You Want to Fall in Love", amb una melodia publicada prèviament per Marti Webb i Justin Hayward com "Unexpected Song" que després es va afegir a la partitura, es va utilitzar al clímax de la secció de ball per fusionar les dues meitats.

## Produccions
El musical es va estrenar el 26 de març de 1982 al Palace Theatre, on va tenir 781 funcions, dirigides per John Caird. Marti Webb va interpretar la meitat Song posteriorment va ser succeïda al febrer de 1983 per Gemma Craven, que havia representat l'espectacle durant un mes durant les vacances de Webb a l'agost de l'any anterior. Craven va ser seguit per Lulu i Liz Robertson. Carol Nielsson, la secundària original de Webb va assumir el paper amb dues hores d'avís quan Lulu va danyar la seva veu després que un monitor plegable fallés durant una actuació. La part de Dance va ser coreografiada per Anthony Van Laast i va comptar amb Wayne Sleep i Jane Darling. Stewart Avon-Arnold també va aparèixer com a ballarina contemporània en el segon acte.
L'escenografia i la il·luminació van ser dissenyades per David Hersey , el vestuari de Robin Don i el so per Andrew Bruce i Julian Beech.
L'enregistrament original de la producció londinenca es va fer en directe la nit d'obertura utilitzant un estudi de gravació construït després al Palace Theatre. L'àlbum va ser produït per Martin Levan, qui també va co-dissenyar el sistema de so per a l'espectacle.
Poc després del tancament de la producció, el programa es va rodar per a una emissió de televisió, amb Sarah Brightman i Wayne Sleep en els papers principals.

### Austràlia 1983
La producció australiana del musical es va estrenar al Theatre Royal de Sydney el 4 d'agost de 1983. Va comptar amb Gaye MacFarlane i John Meehan en els papers principals.

### Broadway 1985
En previsió d'una carrera a Broadway, es va acostar al director i lletrista Richard Maltby Jr. per adaptar el primer acte per a un públic nord-americà. La producció de Broadway, coreografiada per Peter Martins, es va estrenar el 18 de setembre de 1985 al Royale Theatre dirigida per John Mauceri, i va tancar el 8 de novembre de 1986, després de 474 funcions i disset prèvies. Bernadette Peters va protagonitzar Song durant gairebé tretze mesos; va ser succeïda per Betty Buckley durant les últimes quatre setmanes. La part Dance va comptar amb Christopher d'Amboise i Gregg Burge. Entre els molts canvis al programa, tots els personatges tenien noms, amb "la noia" ara coneguda com Emma.
La cantautora Melissa Manchester va protagonitzar una gira nacional nord-americana de sis mesos posterior de l'espectacle el 1987, començant a Dallas, Texas i acabant a Tampa, Florida.
La producció de Broadway va rebre vuit nominacions als premis Tony, i Peters va guanyar el premi a la millor actriu en un musical.
L'enregistrament de la producció de Broadway, amb Peters en tot el primer acte però cap de la música del segon acte, va ser gravat el 1985 per RCA Victor.

## Sinopsi
Song se centra en una noia anglesa que ha arribat recentment a la ciutat de Nova York. Després d'una discussió amb el seu xicot, decideixen separar-se. Escriu a la seva mare a Anglaterra sobre el que va passar i que ha conegut un home nou, el productor de Hollywood Sheldon Bloom, amb qui viatja a Califòrnia. Finalment s'adona que Sheldon només l'ha fet servir com a trofeu, i acaba amb les coses d'una vegada per totes.
La dona torna a Nova York decebuda i coneix un home més jove que troba més satisfactori. Quan ha de marxar d'un viatge de negocis, la dona no suporta deixar-lo marxar. La seva amiga s'acosta més tard per explicar-li la infidelitat de l'home, i ella li demana la veritat.
Deprimida, la dona camina pels carrers de la ciutat. Coneix un home casat i reflexiona sobre si la seva aventura està malament. El casat ve per a confessar el seu amor; tanmateix, s'adona que l'ha estat utilitzant. Al final ella decideix que no era la fi del món no tenir ningú.
Dance explora la història de l'home més jove, les seves diverses relacions i els seus problemes de compromís. Al final, l'home veu la dona i es reconcilien, unint-se per fi amb Cançó i Ball (Song and Dance)

## Números musicals
| Londres 1. "Overture" 2. "Let Me Finish" 3. "It's Not the End of the World" 4. "Letter Home to England" 5. "Sheldon Bloom" 6. "Capped Teeth and Caesar Salad" 7. "You Made Me Think You Were in Love" 8. "Capped Teeth and Caesar Salad" (Reprise) 9. "It's Not the End of the World (If He's Younger)" 10. "Second Letter Home" 11. "The Last Man in My Life" 12. "Come Back with the Same Look in Your Eyes" 13. "Take That Look Off Your Face" 14. "Tell Me on a Sunday" 15. "I Love New York" 16. "Married Man" 17. "I'm Very You, You're Very Me" 18. "Let's Talk About You" 19. "Let Me Finish" (Reprise) 20. "Nothing Like You've Ever Known" 21. "Let Me Finish" (Finale) | Broadway 1. "Overture/Take That Look Off Your Face" 2. "Let Me Finish" 3. "So Much to Do in New York" 4. "First Letter Home" 5. "English Girls" 6. "Capped Teeth and Caesar Salad" 7. "You Made Me Think You Were in Love" 8. "Capped Teeth and Caesar Salad" (Reprise) 9. "So Much to Do in New York (II)" 10. "Second Letter Home" 11. "Unexpected Song" 12. "Come Back with the Same Look in Your Eyes" 13. "Take That Look Off Your Face" (Reprise) 14. "Tell Me on a Sunday" 15. "I Love New York/So Much to Do in New York" 16. "Married Man" (included on Original Broadway Cast recording, not performed on stage) 17. "Third Letter Home" 18. "Nothing Like You've Ever Known" 19. "Finale – Let Me Finish (Reprise)/What Have I Done?/Take That Look Off Your Face (Reprise)" |

## Àlbums de repartiment
El repartiment de Londres va publicar un àlbum a Polydor Records. (2683087).
El Repartiment de Broadway (Bernadette Peters) va ser publicat a RCA Victor 68264, tot i que només el segment "The Songs". El segment "Dance" no es va gravar)

## Recepció crítica
Revisant la producció londinenca, el crític de teatre del Financial Times Michael Coveney va afirmar: "Fa molt de temps que no havia passat una vetllada més ostentosa i menys coherent teatralment".
A la ressenya de Frank Rich sobre la producció de Broadway per a The New York Times, va escriure: "La senyoreta Peters és més que talentosa: com a actriu, cantant, còmica i presència generalitzada, no té parells en el teatre musical. Ara, a la seva meitat de Song & Dance, treballa tan dur que es pensaria que demana pietat davant d'un esquadró d'afusellament, però per tot el virtuosisme vocal, els atacs tempestuosos i l'encant de to ronc que aporta al seu marató musical d'una sola dona, mai ens importa si el seu personatge viu o mor"."
John Simon , a The New York Magazine, va assenyalar que els homes invisibles semblaven "nebulosos i irreals, també ho fa la dona vista", i a la meitat Dance , "les coses van de malament en pitjor". No obstant això, va escriure que "Miss Peters és un préssec intatxable d'una intèrpret que fa tant per la meitat superior d'aquest doble projecte com per justificar el seu rebateig immediat com a 'Song of Bernadette'. Ella no només canta, actua i (en el la meitat inferior) balla a la perfecció, ella també, superlativament, "és"".

## Premis i nominacions
Producció original de Londres
| Any  | Premi                   | Categoria                      | Nominat                        | Resultat |
| ---- | ----------------------- | ------------------------------ | ------------------------------ | -------- |
| 1982 | Premis Laurence Olivier | Èxit excepcional en un musical | Èxit excepcional en un musical | Nominat  |
| 1982 | Premis Laurence Olivier | Millor Actriu de Musical       | Marti Webb                     | Nominat  |

Producció original de Broadway
| Any  | Premi            | Categoria                                       | Nominat                                             | Resultat  |
| ---- | ---------------- | ----------------------------------------------- | --------------------------------------------------- | --------- |
| 1986 | Premi Drama Desk | Actriu més destacada en un musical              | Bernadette Peters                                   | Guanyador |
| 1986 | Premi Drama Desk | Actor de repartiment més destacat en un musical | Gregg Burge                                         | Nominat   |
| 1986 | Premi Drama Desk | Coreografia més destacada                       | Peter Martins                                       | Nominat   |
| 1986 | Premi Drama Desk | Música més destacada                            | Andrew Lloyd Webber                                 | Nominat   |
| 1986 | Premi Grammy     | Millor àlbum de teatre musical                  | Millor àlbum de teatre musical                      | Nominat   |
| 1986 | Premi Tony       | Millor musical                                  | Millor musical                                      | Nominat   |
| 1986 | Premi Tony       | Millor actriu protagonista de musical           | Bernadette Peters                                   | Guanyador |
| 1986 | Premi Tony       | Millor actor de repartiment de musical          | Christopher d'Amboise                               | Nominat   |
| 1986 | Premi Tony       | Millor banda sonora                             | Andrew Lloyd Webber, Don Black i Richard Maltby Jr. | Nominat   |
| 1986 | Premi Tony       | Millor vestuari                                 | Willa Kim                                           | Nominat   |
| 1986 | Premi Tony       | Millor il·luminació                             | Jules Fisher                                        | Nominat   |
| 1986 | Premi Tony       | Millor coreografia                              | Peter Martins                                       | Nominat   |
| 1986 | Premi Tony       | Millor direcció de musical                      | Richard Maltby Jr.                                  | Nominat   |